# Ivan Michajlovič Moskvin
Ivan Michajlovič Moskvin (in russo Иван Михайлович Москвин?; Mosca, 18 giugno 1874 – Mosca, 16 febbraio 1946) è stato un attore, regista e direttore teatrale russo.

## Biografia

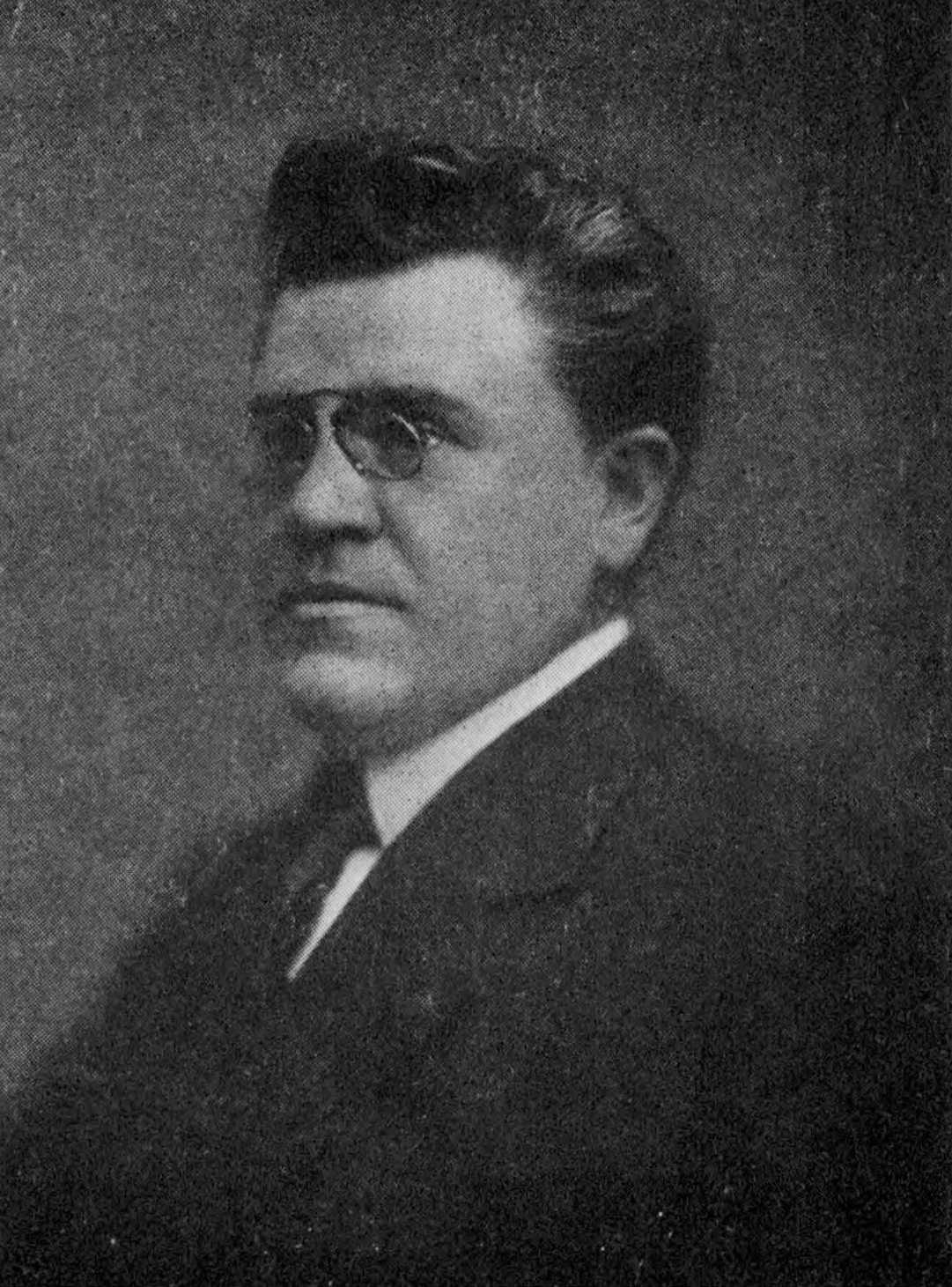
Ivan Michajlovič Moskvin nel 1922

Ivan Michajlovič Moskvin nacque a Mosca, il 18 giugno 1874.
Attore russo di teatro e cinematografico la cui carriera è strettamente identificata con il Teatro d'arte di Mosca, di cui egli divenne direttore nel 1943,interpretando ben quarantanove personaggi, di cui trentacinque del repertorio russo, dal 1898 fino alla sua morte.
Moskvin, dopo un'infanzia e un'adolescenza difficili, si avvicinò al mondo del teatro studiando nel dipartimento di fiction della Società Filarmonica di Mosca, dal 1893 al 1896. Successivamente ha calcato il palcoscenico in una compagnia a Jaroslavl' e nella compagnia del Teatro Korš a Mosca.
Nel 1898 fu invitato dalla compagnia del suo primo maestro Vladimir Ivanovič Nemirovič-Dančenko e si unì al nuovo Teatro d'arte di Mosca e recitò assieme a Ol'ga Leonardovna Knipper nel ruolo principale della prima produzione del teatro, Lo zar Fëdor Ioannovič (1898), di Aleksej Konstantinovič Tolstoj.
Continuò a recitare nel ruolo di Luka in Bassifondi (1902) di Maksim Gor'kij e di Iepichòdov ne Il giardino dei ciliegi di Anton Čechov (1904). Il successo e i consensi internazionali che Moskvin ottenne quando effettuò la tournée in Europa e negli Stati Uniti d'America (1919-1924) aumentarono negli anni successivi grazie alle sue partecipazioni in film sovietici distribuiti in tutto il mondo.
Tra i ruoli del film di Moskvin figurano il contadino protagonista in Polikuška (1922), il ruolo principale in Segreteria del Collegio (1925), un film in cui svolse anche la regia.
Pur seguendo la scuola di Konstantin Sergeevič Stanislavskij, si dimostrò sempre originale e peculiare nelle sue rappresentazioni, perché si identificava nel personaggio, sentendone come proprio il dolore, la gioia, la rabbia, l'ironia, la ribellione.
Moskvin insegnò a tre generazioni di attori del Teatro d'arte di Mosca, e continuò ad apparire nelle produzioni teatrali fino al 1942, quando interpretò un ruolo principale nell'opera di N. F. Pogodin Il carillon del Kremlino.
Fu insignito del Premio Stalin nel 1943 e al momento della sua morte, avvenuta il 16 febbraio 1946, era membro del Soviet Supremo dell'Unione Sovietica.

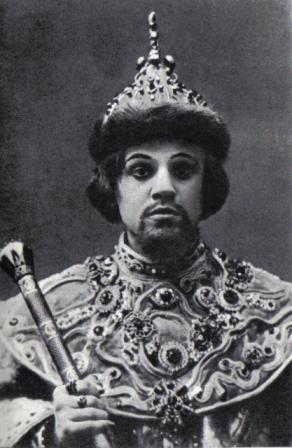
Moskvin nel ruolo dello zar Fëdor in Lo zar Fëdor Ioannovič (1898), di Aleksej Konstantinovič Tolstoj
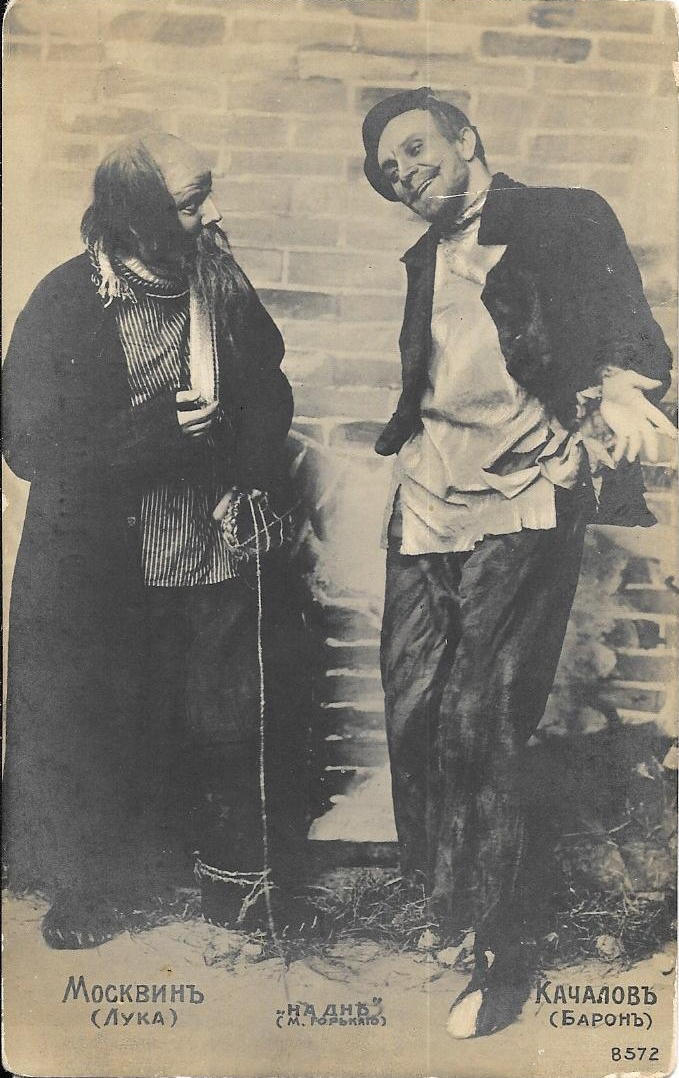
Moskvin (a sinistra) nei Bassifondi (1902), di Maksim Gor'kij
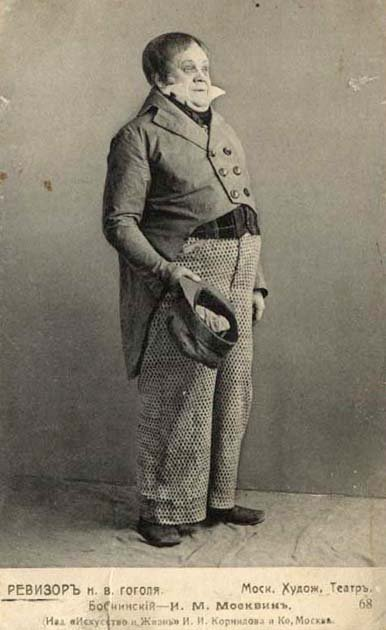
Moskvin as Bòbčinskij nell'L'ispettore generale (1906), di Nikolaj Vasil'evič Gogol'
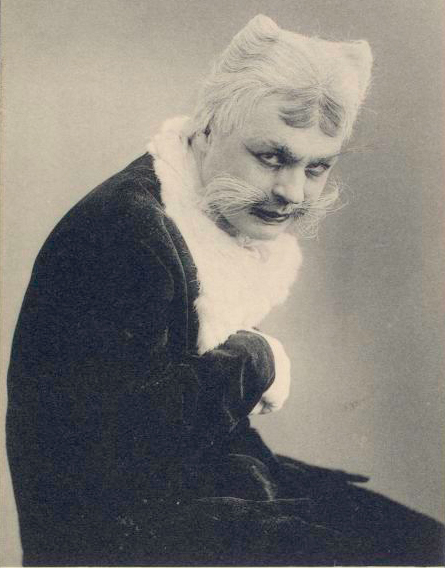
Moskvin nel ruolo del Gatto ne L'uccellino azzurro (1908), di Maurice Maeterlinck